# Centrale thermique de Sloviansk
La centrale thermique de Sloviansk (ukrainien : Слов'янська ТЕС, russe : Славянская ТЭС) est une centrale thermique dans le nord de l'oblast de Donetsk, en Ukraine. Sa capacité est de 880 MW, contre une capacité initiale de 2 100 MW.

## Histoire
La construction de la centrale thermique a commencé en mars 1951 et en septembre 1954 la première turbine avec une puissance de 100 MW a été mis en service. En juin 1957 la construction de la première phase était terminée, avec cinq turbines à 100 MW.
La construction de la seconde phase a commencé en 1964. En novembre 1967 la première unité puis le 30 décembre 1971 la seconde unité à 800 MW ont été mis en exploitation.
Jusqu'à 1993 le nom de la centrale était Centrale d'Etat de district de Slaviansk 50e anniversaire de la Grande Révolution Socialiste d'Octobre (en russe : Славянская ГРЭС им. 50-летия Великой Октябрьской социалистической революции).
En août 2013 la reconstruction d'une sixième unité a commencé. On planifie diviser l'unité en deux avec puissance à 330 MW. Aujourd'hui le bâtiment d'unité a démonté.[pas clair].
Lors de la guerre du Donbass, la centrale a été touchée le 3 juillet 2014 par un obus qui a détruit le transformateur de la 7e unité. Il a été remplacé par celui de la 5e unité de la centrale thermique de Vuhlehirska, où il fut inactif.
Le 5 mai 2024, les forces russes ont frappé la centrale thermique de Sloviansk, dans l'oblast de Donetsk, avec cinq roquettes d'artillerie lourde, endommageant plusieurs sites de la centrale.

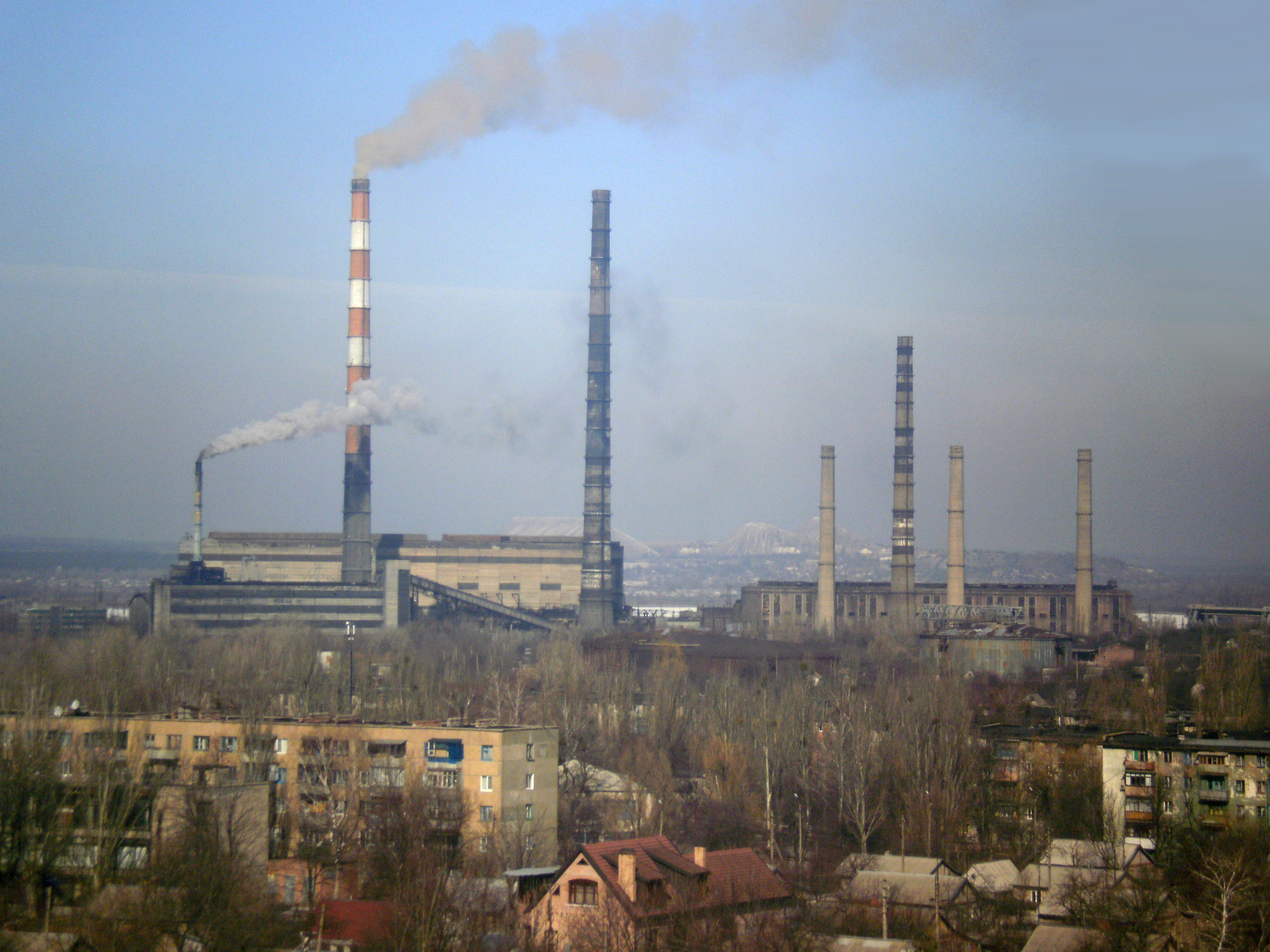
Vue en la centrale thermique de ville Mykolaïvka en 2010.

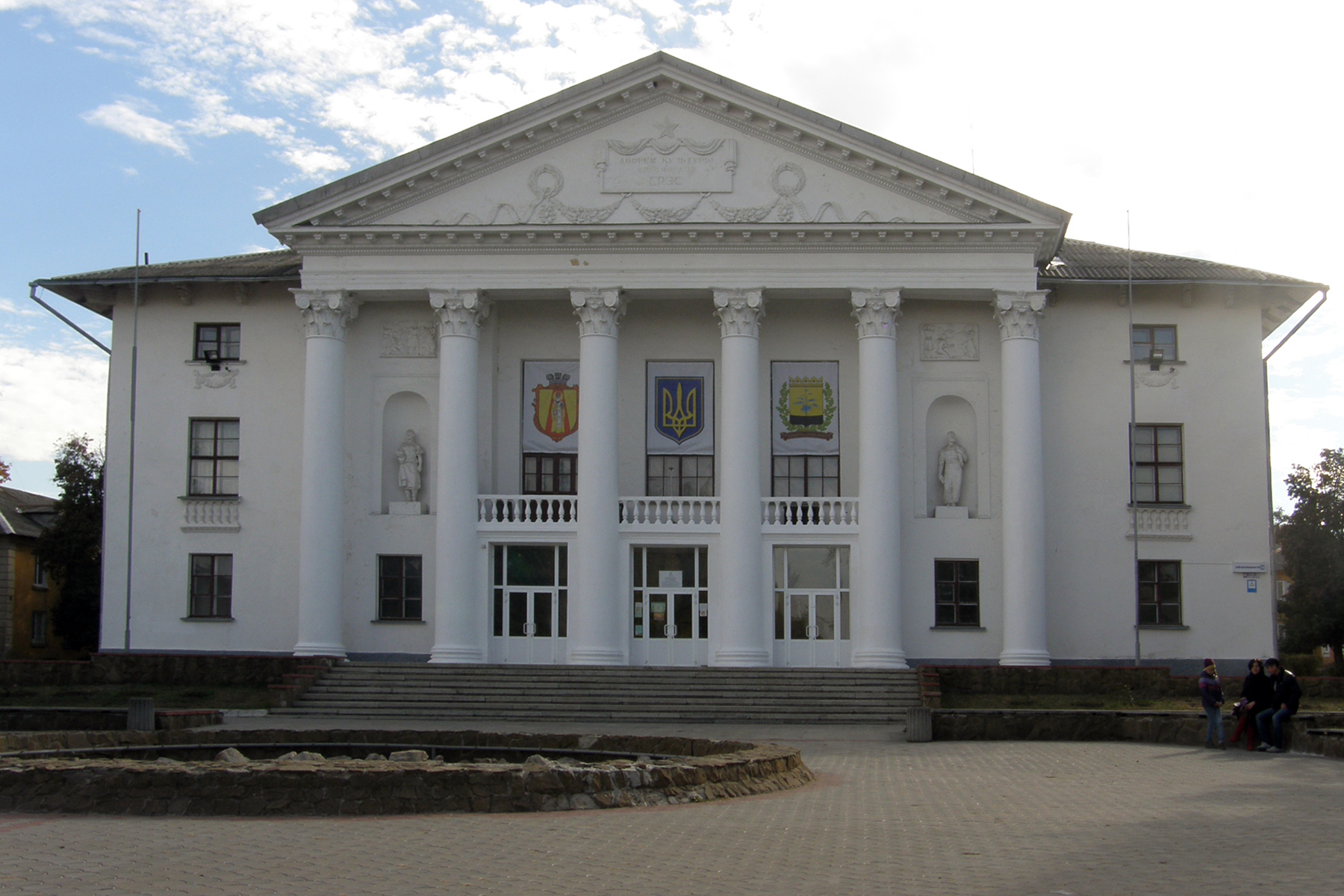
Club de la Centrale en Mykolaivka.

## Installation
La centrale a trois unités de puissances respectives de 80, 80 et 720 MW.
La centrale a trois cheminées de 120 m de hauteur, une de 180 m, deux de 250 m et une de 100 m de hauteur.
La centrale thermique de Sloviansk est principal employeur d'une ville Mykolaïvka.

## Lien
(ru) Lien officiel